# كريستوفر ويلسون
كريستوفر ويلسون (بالإنجليزية: Christopher Wilson)‏ هو عازف آلة وترية ‏ بريطاني، ولد في 23 مايو 1951 في إنجلترا في المملكة المتحدة.

## وصلات خارجية
- كريستوفر ويلسون على موقع ميوزك برينز (الإنجليزية)
- كريستوفر ويلسون على موقع أول ميوزيك (الإنجليزية)
- كريستوفر ويلسون على موقع ديسكوغز (الإنجليزية)
- كريستوفر ويلسون على موقع ديسكوغز (الإنجليزية)